# آني وو
آني وو (بالصينية: 吴辰君) هي عارضة وممثلة تايوانية، ولدت في 21 أغسطس 1978 في الصين.

## وصلات خارجية
- آني وو على موقع IMDb (الإنجليزية)
- آني وو على موقع أول موفي (الإنجليزية)
- آني وو على موقع قاعدة بيانات الفيلم (الإنجليزية)